# Temporada 2025 del Campeonato E4
La temporada 2025 del Campeonato E4 es la tercera edición de dicho campeonato y la primera bajo la actual denominación. Comenzó el 19 de julio en Le Castellet y finalizará el 26 de octubre en Monza.

## Escuderías y pilotos
| Escudería             | N.º        | Piloto               | Estado | Rondas |
| --------------------- | ---------- | -------------------- | ------ | ------ |
| Van Amersfoort Racing | 3          | Maksimilian Popov    |        | 1      |
| Van Amersfoort Racing | 16         | Andre Rodriguez      | N      | 1      |
| Van Amersfoort Racing | 38         | Aleksander Ruta      | N      | 1      |
| Van Amersfoort Racing | 66         | Dante Vinci          | N      | 1      |
| Van Amersfoort Racing | 94         | Payton Wescott       | N      | 1      |
| US Racing             | 4          | Andrija Kostić       |        | 1      |
| US Racing             | 19         | Kabir Anurag         |        | 1      |
| US Racing             | 46         | Ary Bansal           |        | 1      |
| US Racing             | 78         | Gabriel Gomez        |        | 1      |
| US Racing             | Maxim Rehm |                      |        |        |
| Real Racing           | 11         | Luca Viișoreanu      |        | 1      |
| AKM Motorsport        | 12         | Ginevra Panzeri      | N F    | 1      |
| AKM Motorsport        | 43         | Evan Michelini       | N      | 1      |
| AKM Motorsport        | 99         | Abdullah Ayman Kamel | N      | 1      |
| Jenzer Motorsport     | 20         | Enea Frey            |        | 1      |
| Jenzer Motorsport     | 21         | Teo Schropp          |        | 1      |
| Jenzer Motorsport     | 26         | Bader Al Sulaiti     | N      | 1      |
| Jenzer Motorsport     | 77         | Bart Harrison        |        | 1      |
| Prema Racing          | 27         | Oleksandr Bondarev   | N      | 1      |
| Prema Racing          | 28         | Newman Chi           | N      | 1      |
| Prema Racing          | 51         | Kean Nakamura-Berta  |        | 1      |
| Prema Racing          | 88         | Salim Hanna          | N      | 1      |
| Prema Racing          | 98         | Sebastian Wheldon    |        | 1      |
| Prema Racing          |            | Andrea Dupé          | N      |        |
| Viola Formula Racing  | 29         | Ludovico Busso       | N      | 1      |
| Viola Formula Racing  | Emir Tanju |                      |        |        |
| R-ace GP              | 41         | Alex Powell          |        | 1      |
| R-ace GP              | 42         | Emily Cotty          | N F    | 1      |
| R-ace GP              | 44         | Guy Albag            | N      | 1      |
| R-ace GP              | 52         | Oleksandr Savinkov   |        | 1      |
| PHM Racing            | 69         | Reno Francot         |        | 1      |
| Zengő Motorsport      | 96         | Benett Gáspár        | N      | 1      |
| Fuente:               |            |                      |        |        |

| Icono | Leyenda         |
| ----- | --------------- |
| N     | Novato          |
| F     | Trofeo Femenino |

## Calendario
| Ronda   | Ronda | Circuito                                       | Fecha               |
| ------- | ----- | ---------------------------------------------- | ------------------- |
| 1       | C1    | Circuito Paul Ricard, Le Castellet             | 18-20 de julio      |
| 1       | C2    | Circuito Paul Ricard, Le Castellet             | 18-20 de julio      |
| 1       | C3    | Circuito Paul Ricard, Le Castellet             | 18-20 de julio      |
| 2       | C1    | Autódromo Internacional del Mugello, Scarperia | 12-14 de septiembre |
| 2       | C2    | Autódromo Internacional del Mugello, Scarperia | 12-14 de septiembre |
| 2       | C3    | Autódromo Internacional del Mugello, Scarperia | 12-14 de septiembre |
| 3       | C1    | Autodromo Nazionale di Monza, Monza            | 24-26 de octubre    |
| 3       | C2    | Autodromo Nazionale di Monza, Monza            | 24-26 de octubre    |
| 3       | C3    | Autodromo Nazionale di Monza, Monza            | 24-26 de octubre    |
| Fuente: |       |                                                |                     |

## Resultados
| Ronda | Ronda | Ronda        | Pole Position       | Vuelta rápida     | Piloto ganador | Escudería ganadora | Ganador clase secundaria                 |
| ----- | ----- | ------------ | ------------------- | ----------------- | -------------- | ------------------ | ---------------------------------------- |
| 1     | C1    | Le Castellet | Kean Nakamura-Berta | Sebastian Wheldon | Gabriel Gomez  | US Racing          | N: Oleksandr Bondarev F: Emily Cotty     |
| 1     | C2    | Le Castellet | Kean Nakamura-Berta | Reno Francot      | Reno Francot   | PHM Racing         | N: Oleksandr Bondarev F: Emily Cotty     |
| 1     | C3    | Le Castellet | Gabriel Gomez       | Gabriel Gomez     | Gabriel Gomez  | US Racing          | N: Oleksandr Bondarev F: Payton Westcott |
| 2     | C1    | Mugello      |                     |                   |                |                    |                                          |
| 2     | C2    | Mugello      |                     |                   |                |                    |                                          |
| 2     | C3    | Mugello      |                     |                   |                |                    |                                          |
| 3     | C1    | Monza        |                     |                   |                |                    |                                          |
| 3     | C2    | Monza        |                     |                   |                |                    |                                          |
| 3     | C3    | Monza        |                     |                   |                |                    |                                          |

## Clasificaciones

### Sistema de puntuación
| Posición | 1.º | 2.º | 3.º | 4.º | 5.º | 6.º | 7.º | 8.º | 9.º | 10.º |
| Puntos   | 25  | 18  | 15  | 12  | 10  | 8   | 6   | 4   | 2   | 1    |

### Campeonato de Pilotos
| Pos. | Piloto               | LEC | LEC | LEC | MUG | MUG | MUG | MNZ | MNZ | MNZ | Puntos |
| ---- | -------------------- | --- | --- | --- | --- | --- | --- | --- | --- | --- | ------ |
| 1    | Gabriel Gomez        | 1   | 2   | 1   |     |     |     |     |     |     | 68     |
| 2    | Kean Nakamura-Berta  | 2   | 3   | 2   |     |     |     |     |     |     | 51     |
| 3    | Reno Francot         | 5   | 1   | 6   |     |     |     |     |     |     | 43     |
| 4    | Sebastian Wheldon    | 3   | 4   | 3   |     |     |     |     |     |     | 42     |
| 5    | Kabir Anurag         | 4   | 5   | 21  |     |     |     |     |     |     | 22     |
| 6    | Oleksandr Bondarev   | 6   | 7   | 7   |     |     |     |     |     |     | 20     |
| 7    | Andrija Kostić       | 7   | 11  | 5   |     |     |     |     |     |     | 16     |
| 8    | Alex Powell          | Ret | 9   | 4   |     |     |     |     |     |     | 14     |
| 9    | Maksimilian Popov    | 24† | 6   | 26† |     |     |     |     |     |     | 8      |
| 10   | Enea Frey            | Ret | 8   | 8   |     |     |     |     |     |     | 8      |
| 11   | Newman Chi           | 8   | Ret | 11  |     |     |     |     |     |     | 4      |
| 12   | Aleksander Ruta      | 9   | 18  | 12  |     |     |     |     |     |     | 2      |
| 13   | Ary Bansal           | Ret | 13  | 9   |     |     |     |     |     |     | 2      |
| 14   | Bart Harrison        | 12  | 10  | 17  |     |     |     |     |     |     | 1      |
| 15   | Luca Viișoreanu      | Ret | 12  | 10  |     |     |     |     |     |     | 1      |
| 16   | Salim Hanna          | 10  | 24  | 22  |     |     |     |     |     |     | 1      |
| 17   | Dante Vinci          | 11  | 14  | 23  |     |     |     |     |     |     | 0      |
| 18   | Oleksandr Savinkov   | Ret | 15  | 13  |     |     |     |     |     |     | 0      |
| 19   | Emily Cotty          | 13  | 20  | Ret |     |     |     |     |     |     | 0      |
| 20   | Teo Schropp          | 14  | 17  | 15  |     |     |     |     |     |     | 0      |
| 21   | Guy Albag            | 18  | Ret | 14  |     |     |     |     |     |     | 0      |
| 22   | Ludovico Busso       | 15  | Ret | 24  |     |     |     |     |     |     | 0      |
| 23   | Abdullah Ayman Kamel | 16  | 21  | 16  |     |     |     |     |     |     | 0      |
| 24   | Benett Gáspár        | 17  | 23  | 19  |     |     |     |     |     |     | 0      |
| 25   | Bader Al Sulaiti     | 23  | 16  | 25  |     |     |     |     |     |     | 0      |
| 26   | Payton Westcott      | 21  | 22  | 18  |     |     |     |     |     |     | 0      |
| 27   | Andre Rodriguez      | 19  | 26  | 28† |     |     |     |     |     |     | 0      |
| 28   | Evan Michelini       | 20  | 19  | 27† |     |     |     |     |     |     | 0      |
| 29   | Ginevra Panzeri      | 22  | 25  | 20  |     |     |     |     |     |     | 0      |
| Pos. | Piloto               | LEC | LEC | LEC | MUG | MUG | MUG | MNZ | MNZ | MNZ | Puntos |

| Color     | Resultado                                                               |
| --------- | ----------------------------------------------------------------------- |
| Oro       | Ganador                                                                 |
| Plata     | 2.ª plaza                                                               |
| Bronce    | 3.ª plaza                                                               |
| Verde     | Finalizó en los puntos                                                  |
| Azul      | Finalizó sin puntos                                                     |
| Azul      | NC - No clasificado                                                     |
| Violeta   | Ret - No terminó (Carrera)                                              |
| Rojo      | DNQ - No se clasificó                                                   |
| Negro     | DSQ - Descalificado                                                     |
| Blanco    | DNS - No empezó (carrera)                                               |
| Blanco    | WD - Retirado (fin de semana)                                           |
| Blanco    | C - Carrera cancelada                                                   |
| Sin color | DNP - Inscrito pero no participó                                        |
| Sin color | INJ - Lesionado                                                         |
| Sin color | EX - Excluido                                                           |
| Estado    | Resultado                                                               |
| Negrita   | Pole position                                                           |
| Cursiva   | Vuelta rápida                                                           |
| †         | Abandona, pero clasifica al completar el porcentaje requerido para ello |

### Clases secundarias
| Pos.                  | Piloto                | LEC                   | LEC                   | LEC                   | MUG                   | MUG                   | MUG                   | MNZ                   | MNZ                   | MNZ                   | Puntos                |                       |                       |                       |                       |                       |                       |                       |                       |                       |                       |                       |                       |                       |                       |
| Campeonato de Novatos | Campeonato de Novatos | Campeonato de Novatos | Campeonato de Novatos | Campeonato de Novatos | Campeonato de Novatos | Campeonato de Novatos | Campeonato de Novatos | Campeonato de Novatos | Campeonato de Novatos | Campeonato de Novatos | Campeonato de Novatos | Campeonato de Novatos | Campeonato de Novatos | Campeonato de Novatos | Campeonato de Novatos | Campeonato de Novatos | Campeonato de Novatos | Campeonato de Novatos | Campeonato de Novatos | Campeonato de Novatos | Campeonato de Novatos | Campeonato de Novatos | Campeonato de Novatos | Campeonato de Novatos | Campeonato de Novatos |
| --------------------- | --------------------- | --------------------- | --------------------- | --------------------- | --------------------- | --------------------- | --------------------- | --------------------- | --------------------- | --------------------- | --------------------- | --------------------- | --------------------- | --------------------- | --------------------- | --------------------- | --------------------- | --------------------- | --------------------- | --------------------- | --------------------- | --------------------- | --------------------- | --------------------- | --------------------- |
| 1                     | Oleksandr Bondarev    | 1                     | 1                     | 1                     |                       |                       |                       |                       |                       |                       | 75                    |                       |                       |                       |                       |                       |                       |                       |                       |                       |                       |                       |                       |                       |                       |
| 2                     | Aleksander Ruta       | 3                     | 4                     | 3                     |                       |                       |                       |                       |                       |                       | 42                    |                       |                       |                       |                       |                       |                       |                       |                       |                       |                       |                       |                       |                       |                       |
| 3                     | Newman Chi            | 2                     | Ret                   | 2                     |                       |                       |                       |                       |                       |                       | 36                    |                       |                       |                       |                       |                       |                       |                       |                       |                       |                       |                       |                       |                       |                       |
| 4                     | Dante Vinci           | 5                     | 2                     | 10                    |                       |                       |                       |                       |                       |                       | 29                    |                       |                       |                       |                       |                       |                       |                       |                       |                       |                       |                       |                       |                       |                       |
| 5                     | Guy Albag             | 7                     | Ret                   | 4                     |                       |                       |                       |                       |                       |                       | 18                    |                       |                       |                       |                       |                       |                       |                       |                       |                       |                       |                       |                       |                       |                       |
| 6                     | Abdullah Ayman Kamel  | 9                     | 7                     | 5                     |                       |                       |                       |                       |                       |                       | 18                    |                       |                       |                       |                       |                       |                       |                       |                       |                       |                       |                       |                       |                       |                       |
| 7                     | Emily Cotty           | 6                     | 6                     | Ret                   |                       |                       |                       |                       |                       |                       | 16                    |                       |                       |                       |                       |                       |                       |                       |                       |                       |                       |                       |                       |                       |                       |
| 8                     | Bader Al Sulaiti      | 15                    | 3                     | 12                    |                       |                       |                       |                       |                       |                       | 15                    |                       |                       |                       |                       |                       |                       |                       |                       |                       |                       |                       |                       |                       |                       |
| 9                     | Salim Hanna           | 4                     | 10                    | 9                     |                       |                       |                       |                       |                       |                       | 15                    |                       |                       |                       |                       |                       |                       |                       |                       |                       |                       |                       |                       |                       |                       |
| 10                    | Evan Michelini        | 11                    | 5                     | 13†                   |                       |                       |                       |                       |                       |                       | 10                    |                       |                       |                       |                       |                       |                       |                       |                       |                       |                       |                       |                       |                       |                       |
| 11                    | Benett Gáspár         | 10                    | 9                     | 7                     |                       |                       |                       |                       |                       |                       | 9                     |                       |                       |                       |                       |                       |                       |                       |                       |                       |                       |                       |                       |                       |                       |
| 12                    | Payton Westcott       | 13                    | 8                     | 9                     |                       |                       |                       |                       |                       |                       | 6                     |                       |                       |                       |                       |                       |                       |                       |                       |                       |                       |                       |                       |                       |                       |
| 13                    | Ginevra Panzeri       | 14                    | 11                    | 8                     |                       |                       |                       |                       |                       |                       | 4                     |                       |                       |                       |                       |                       |                       |                       |                       |                       |                       |                       |                       |                       |                       |
| 14                    | Ludovico Busso        | 8                     | Ret                   | 11                    |                       |                       |                       |                       |                       |                       | 4                     |                       |                       |                       |                       |                       |                       |                       |                       |                       |                       |                       |                       |                       |                       |
| 15                    | Andre Rodriguez       | 12                    | 12                    | 14†                   |                       |                       |                       |                       |                       |                       | 0                     |                       |                       |                       |                       |                       |                       |                       |                       |                       |                       |                       |                       |                       |                       |
| Trofeo Femenino       |                       |                       |                       |                       |                       |                       |                       |                       |                       |                       |                       |                       |                       |                       |                       |                       |                       |                       |                       |                       |                       |                       |                       |                       |                       |
| 1                     | Payton Westcott       | 2                     | 2                     | 1                     |                       |                       |                       |                       |                       |                       | 61                    |                       |                       |                       |                       |                       |                       |                       |                       |                       |                       |                       |                       |                       |                       |
| 2                     | Emily Cotty           | 1                     | 1                     | Ret                   |                       |                       |                       |                       |                       |                       | 50                    |                       |                       |                       |                       |                       |                       |                       |                       |                       |                       |                       |                       |                       |                       |
| 3                     | Ginevra Panzeri       | 3                     | 3                     | 2                     |                       |                       |                       |                       |                       |                       | 48                    |                       |                       |                       |                       |                       |                       |                       |                       |                       |                       |                       |                       |                       |                       |
| Pos.                  | Piloto                | LEC                   | LEC                   | LEC                   | MUG                   | MUG                   | MUG                   | MNZ                   | MNZ                   | MNZ                   | Puntos                |                       |                       |                       |                       |                       |                       |                       |                       |                       |                       |                       |                       |                       |                       |

### Campeonato de Escuderías
| Pos. | Escudería             | Puntos |
| ---- | --------------------- | ------ |
| 1    | US Racing             | 100    |
| 2    | Prema Racing          | 93     |
| 3    | PHM Racing            | 43     |
| 4    | R-ace GP              | 14     |
| 5    | Van Amersfoort Racing | 10     |
| 6    | Jenzer Motorsport     | 9      |
| 7    | Real Racing           | 1      |
| 8    | AKM Motorsport        | 0      |
| 9    | Viola Formula Racing  | 0      |
| 10   | Zengő Motorsport      | 0      |

### Citas
1. 1 2  «2025 calendars: official dates announced for Italian F4 and Euro 4 Championship». ACI Sport (en inglés). 27 de septiembre de 2024. Consultado el 24 de mayo de 2025.
2. ↑  «Maximilian Popov Joins Van Amersfoort Racing for full 2025 Formula 4 Campaign». ACI Sport (en inglés). 18 de diciembre de 2024. Consultado el 24 de mayo de 2025.
3. ↑  «Dante Vinci». Van Amersfoort Racing (en inglés). Consultado el 24 de mayo de 2025.
4. ↑  «Payton Westcott makes promising single seater debut at Formula Winter Series opener». Racers (en inglés estadounidense). 3 de febero de 2025. Consultado el 24 de mayo de 2025.
5. ↑  «Andrija Kostic will race for US Racing in the Formula 4 season 2025». Campeonato E4 (en inglés). 26 de enero de 2025. Consultado el 24 de mayo de 2025.
6. ↑  Wood, Ida (24 de diciembre de 2024). «US Racing names Anurag, Rehm and Sammalisto in 2025 F4 line-up». FormulaScout.com (en inglés). Consultado el 24 de mayo de 2025.
7. ↑  «Maxim Rehm will continue with US Racing in 2025». Campeonato de Italia de Fórmula 4 (en inglés). 23 de diciembre de 2024. Consultado el 24 de mayo de 2025.
8. ↑  «TEO SCHROPP Correrá en la Fórmula 4 italiana y E4 en el 2025». Corazón F1. 26 de diciembre de 2024. Consultado el 20 de junio de 2025.
9. ↑  «Zhenrui Chi joins PREMA for 2025 Formula 4 season». Campeonato E4 (en inglés). 13 de enero de 2025. Consultado el 24 de mayo de 2025.
10. ↑  Allen, Peter (20 de diciembre de 2024). «Kean Nakamura-Berta continues with Prema F4 squad in 2025». FormulaScout.com (en inglés). Consultado el 24 de mayo de 2025.
11. ↑  «PREMA signs Hanna for 2025 Formula 4 campaign». Campeonato E4 (en inglés). 3 de enero de 2025. Consultado el 24 de mayo de 2025.
12. ↑  «Le fils de Dan Wheldon va faire ses débuts en Europe». Autohebdo (en francés). Consultado el 24 de mayo de 2025.
13. 1 2  «Viola Formula Racing: pronta alla stagione 2025 con Ludovico Busso ed Emir Tanju». ACI Sport (en inglés). 20 de enero de 2025. Consultado el 24 de mayo de 2025.
14. ↑  «TEAMS». Campeonato E4 (en inglés). Consultado el 24 de mayo de 2025.